# Malnivska Volea, Mostîska
Malnivska Volea (în ucraineană Малнівська Воля) este localitatea de reședință a comunei Malnivska Volea din raionul Mostîska, regiunea Liov, Ucraina.

## Demografie
Componența lingvistică a localității Malnivska Volea
     Ucraineană (99,83%)
     Alte limbi (0,17%)
Conform recensământului din 2001, majoritatea populației localității Malnivska Volea era vorbitoare de ucraineană (99,83%), existând în minoritate și vorbitori de alte limbi.